# Staurogyne novoguineensis
Staurogyne novoguineensis är en akantusväxtart som först beskrevs av Kanehira och Hatusima, och fick sitt nu gällande namn av Brian Laurence Burtt. Staurogyne novoguineensis ingår i släktet Staurogyne och familjen akantusväxter. Inga underarter finns listade i Catalogue of Life.